# Alfred Sosgórnik
Alfred Jerzy Sosgórnik (ur. 16 sierpnia 1933 w Zawadzkiem, zm. 8 lutego 2013) – polski lekkoatleta, kulomiot, medalista mistrzostw Europy i olimpijczyk.
Dwa razy startował w igrzyskach olimpijskich. W Rzymie (1960) zajął 6. miejsce, a w Tokio (1964) odpadł w eliminacjach.
Trzykrotnie uczestniczył w mistrzostwach Europy. W Sztokholmie (1958) zajął 8. miejsce, w Belgradzie (1962) zdobył brązowy medal, a w Budapeszcie (1966) był czwarty.
Reprezentant kraju w zawodach pucharu Europy.
Sześć razy był mistrzem Polski: w 1958, 1959, 1960, 1961, 1962 i 1965. Siedemnaście razy poprawiał rekord Polski, który doprowadził do wyniku 19,24 m (rekord życiowy). Jako pierwszy Polak pchnął kulę ponad 18 i 19 m.
Doktor nauk ekonomicznych, były dyrektor ekonomiczny kopalni Gliwice.
Był mężem olimpijki Barbary Sosgórnik i teściem olimpijki Katarzyny Szafrańskiej.
Został pochowany na cmentarzu komunalnym w Cięcinie (sektor 1, rząd 7, grób 1).